# قائمة المواضيع المنسوبة إلى أوغستين لوي كوشي
مجموعة من المواضيع تنسب إلى عالم الرياضيات الفرنسي أوغستين لوي كوشي. و لقد عاش هادا العالم في القرن التاسع عشر.
- متطابقة بينيت-كوشي،
- صيغة بينيت-كوشي،
- محدد كوشي،
- توزيع كوشي،
- معادلة كوشي،
- معادلة أويلر-كوشي,
- معادلة كوشي الدالية,
- معادلة كوشي للتكامل المتكرر,
- موضوعة كوشي-فرونينيوس,
- مبرهنة كوشي-هادامار,
- أفق كوشي,
- مصفوفة كوشي,
- مبرهنة كوشي-بيانو,
- قيمة كوشي الأساسية,
- معضلة كوشي,
- جداء كوشي,
- معادلات كوشي-ريمان,
- متراجحة كوشي-شفارز,
- متتالية كوشي,
- مساحة كوشي,
- مبرهنة كوشي(الهندسة),
- مبرهنة كوشي(نظرية الزمر),
- اختبار ماكلورين-كوشي.